# Louis Glotin
Louis Glotin est une personnalité politique française, né le 18 mars 1898 à Nantes et mort le 13 août 1973 à Lorient. Issu d'une des grandes familles de la bourgeoisie lorientaise, il exerce comme avocat et comme avoué dans cette ville, et est actif dans les associations catholiques de la ville.
À l'issue des élections municipales de 1959, il devient le premier maire de droite à diriger la ville en battant le maire sortant Jean Le Coutaller. Son mandat est marqué par la mise en place d'un jumelage avec une ville allemande moins de quinze ans après la fin de la Seconde Guerre mondiale, et par la décision de comblement du bassin à flot en centre-ville. Battu lors des élections suivantes en 1965, il quitte la vie politique.

## Biographie

### Famille et formation

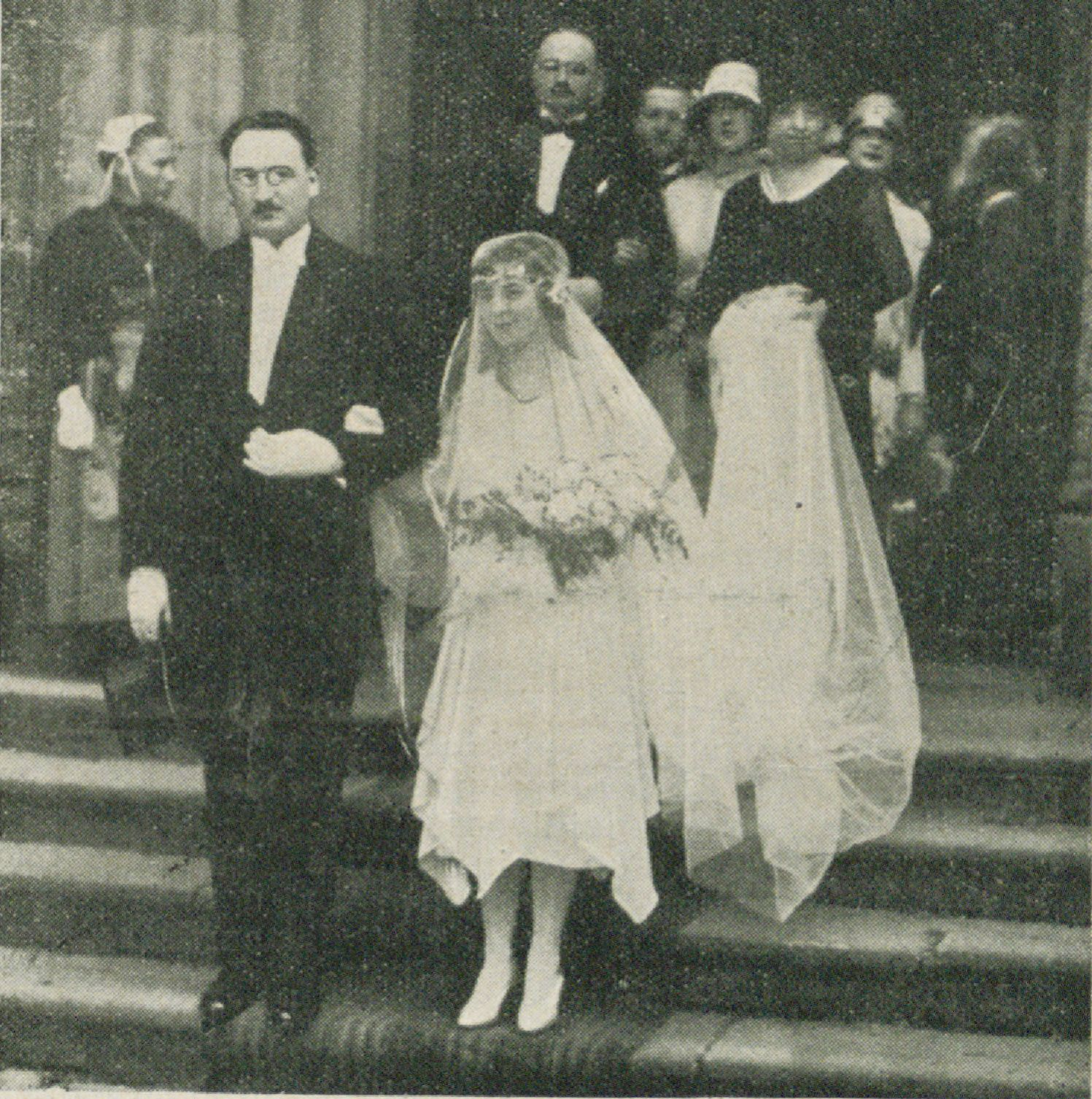
Mariage de Louis Glotin en 1928.

Il est issu de la famille Glotin, importante famille bourgeoise implantée dans la ville de Lorient depuis le XVIIIe siècle. Son père Hyacinthe Glotin (1868-1930) exerce comme avocat à Nantes lors de sa naissance. Sa famille revient à Lorient lorsque son père y rachète une étude d'avoués en 1904. Son père devient conseiller municipal de Lorient, président de la Conférence de Saint-Vincent-de-Paul de Redon, de la Caisse d'Épargne de Lorient de 1920 à 1930, et acquiert par deux fois l'abbaye Sainte-Anne de Kergonan (1895 et 1910) pour que les moines bénédictins puissent s'y installer.
Louis est scolarisé à l'Institution Saint-Louis, puis commence des études de droit. Il doit interrompre celles-ci lorsqu'il est incorporé de 1917 à 1920 dans le 13e régiment d'artillerie. Il participe dans ce cadre à certaines des dernières batailles de la Première Guerre mondiale. Il achève ses études à la faculté de droit de Paris, et épouse Édith Guillois, fille du député du Morbihan Louis Guillois en 1928 à Ploërmel.

### Débuts professionnels
Louis Glotin s'installe comme avocat à Lorient où il prête serment en 1921. À partir de 1927, il intègre l'étude d'avoués de son père et l'assiste au sein de celle-ci. Au décès de son père en 1930, il prend la direction de l'étude, et le remplace à plusieurs postes extérieurs à celle-ci. Il devient ainsi administrateur de la caisse d'épargne de la ville, avant d'accéder au poste de président de celle-ci en 1942. Il devient plus tard vice-président de l'Union nationale des caisses d'épargne de France.
Il est, par ailleurs, actif dans de nombreuses associations catholiques de la ville, tout comme l'est son père, et milite en particulier pour l'école libre. Il fait partie de la paroisse Sainte-Anne d'Arvor, et fait partie de son conseil paroissial dont il assume un temps la présidence. Il préside aussi la section départementale de l'Association des parents d'élèves de l'enseignement libre, ou encore le comité de reconstruction du lycée technique Saint-Joseph à Lorient.

### Carrière politique comme maire de Lorient
Il entre en politique à la faveur des élections municipales de 1959. Celles-ci se déroulent dans un contexte national chargé, marqué par la politique du Général de Gaulle vis-à-vis de l'Algérie. Localement, la ville de Lorient est dominée par la gauche, mais socialistes, communistes et radicaux entretiennent de très mauvais rapports. Le maire SFIO sortant Jean Le Coutaller doit ainsi faire face à plusieurs listes concurrentes à gauche. Louis Glotin intègre à la 11e place la liste de droite « liste d'union » dirigée par le sénateur Joseph Yvon. Il est élu maire de Lorient lors du premier conseil municipal. Son action est marquée par la reconstruction de la ville, et notamment le comblement du bassin à flot, ainsi que par la gestion des jumelages de la ville.

### Jumelage franco-allemand

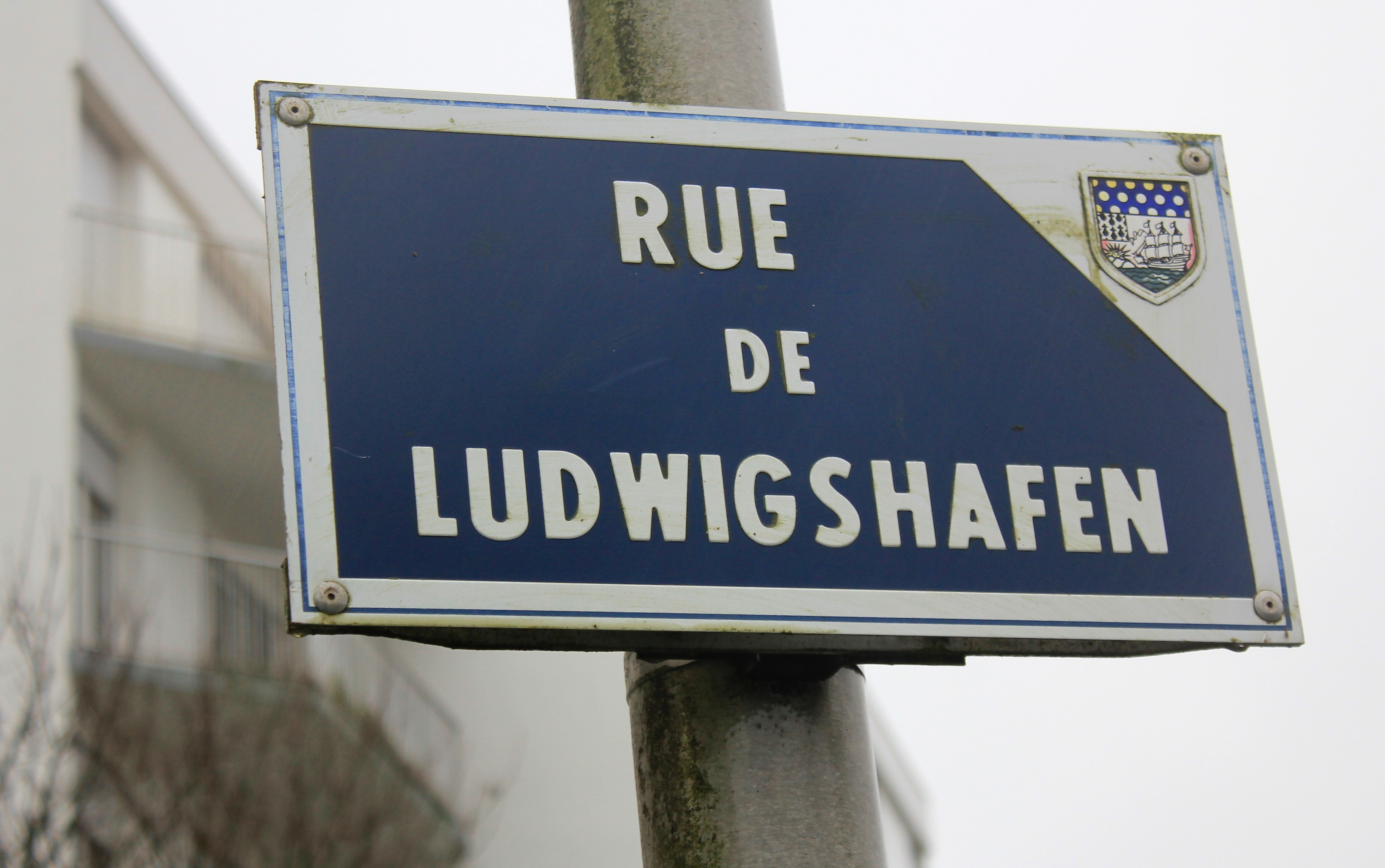
Rue de Ludwigshafen à Lorient, nommée en référence au jumelage entre les 2 villes.

La ville de Lorient poursuit la politique de jumelages mise en place lors de la mandature précédente. À l'initiative de Hans Klüber (de), maire de Ludwigshafen, des contacts sont pris et sont annoncés lors du conseil municipal du 27 mai 1959. Alors que la Seconde Guerre mondiale s'est achevée quinze ans plus tôt, Louis Glotin est critiqué pour ce rapprochement avec une ville allemande. La presse locale publie des lettres de lecteurs accusant le maire de manquer de respect aux personnes mortes pendant le conflit.
Un accord est trouvé au conseil municipal pour, dans un premier temps, échanger des groupes de jeunes des deux villes. Des équipes sportives et un groupe de danse bretonne partent en juin 1960 en Allemagne, et l'année suivante Lorient accueille des groupes allemands. Le succès de ce premier échange permet d'écarter les critiques, et un accord de jumelage franco-allemand entre les deux villes est signé le 28 mai 1963.

### Comblement du bassin à flot

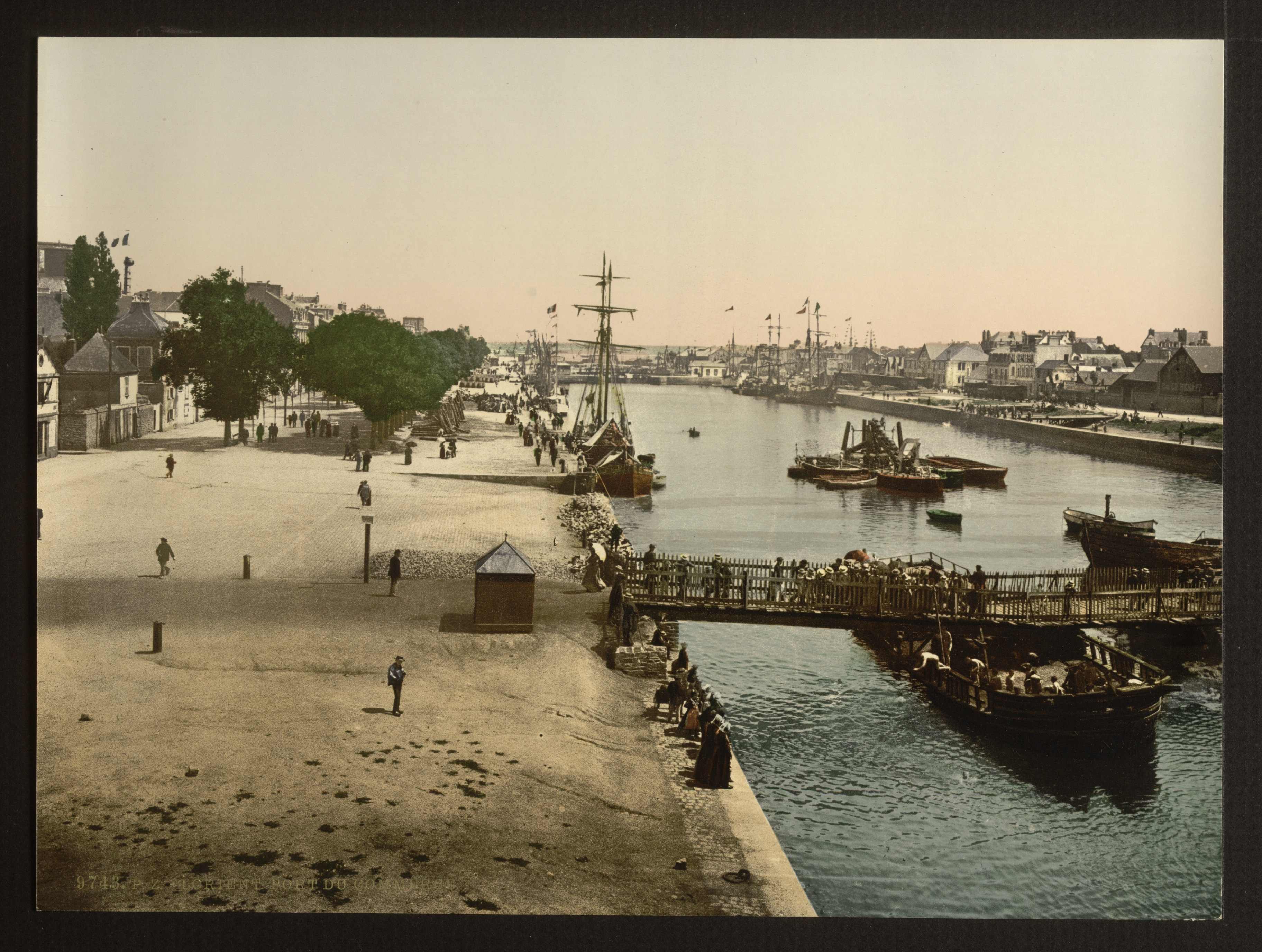
Le basson à flot dont le comblement est décidé sous le mandat de Louis Glotin.

Le bassin à flot qui sert avant-guerre au port de commerce de la ville est en partie comblé par les gravats des ruines des bombardements à l'issue du conflit. Le 4 juillet 1959, Louis Glotin présente le projet de comblement du bassin au conseil municipal. Il met en avant le coût d'entretien du bassin, et les crédits promis par l'État pour le comblement. Le projet est repoussé par 19 voix contre 12, mais le projet est de nouveau présenté quelques mois plus tard. Le 14 mars 1960 le conseil municipal repousse une nouvelle fois le projet par 19 voix contre 12. 
Au profit d'un vote global sur le plan de reconstruction de l'architecte Auffret, le conseil municipal finit par voter le 24 septembre 1960 un plan global dans lequel est prévu le comblement du bassin. Les premiers travaux commencent le 14 mars 1960, ce qui alerte les opposants au projet. Le conseil municipal du 4 novembre 1961 est particulièrement agité, et le projet continue de diviser l'opinion jusqu'aux élections municipales suivantes. Finalement, Louis Glotin est battu par Yves Allainmat lors des municipales suivantes en 1965, et plusieurs observateurs attribuent à cette réalisation sa défaite.

### Fin de vie
Après sa défaite électorale en 1965, Glotin se retire de la vie politique. Il meurt le 13 août 1973. Ses obsèques sont célébrées dans l'église Sainte-Anne d'Arvor à Lorient en présence de l'évêque de Vannes, Pierre Boussard. Il est enterré au cimetière de Carnel.

## Hommage
Une place de la ville de Lorient est baptisée en son honneur.

### Sources et bibliographie
- Patrick Bollet (préf. Norbert Métairie, maire de Lorient), Lorient, ses hommes illustres, Le Faouët, Liv'Éditions, coll. « Mémoire du pays de Lorient », 2005, 384 p. (ISBN 2-84497-071-0 et 978-2-84497-071-8), p. 247-259
- Famille Glotin, sur Patrimoine de Lorient

 : document utilisé comme source pour la rédaction de cet article.